# Infanteria

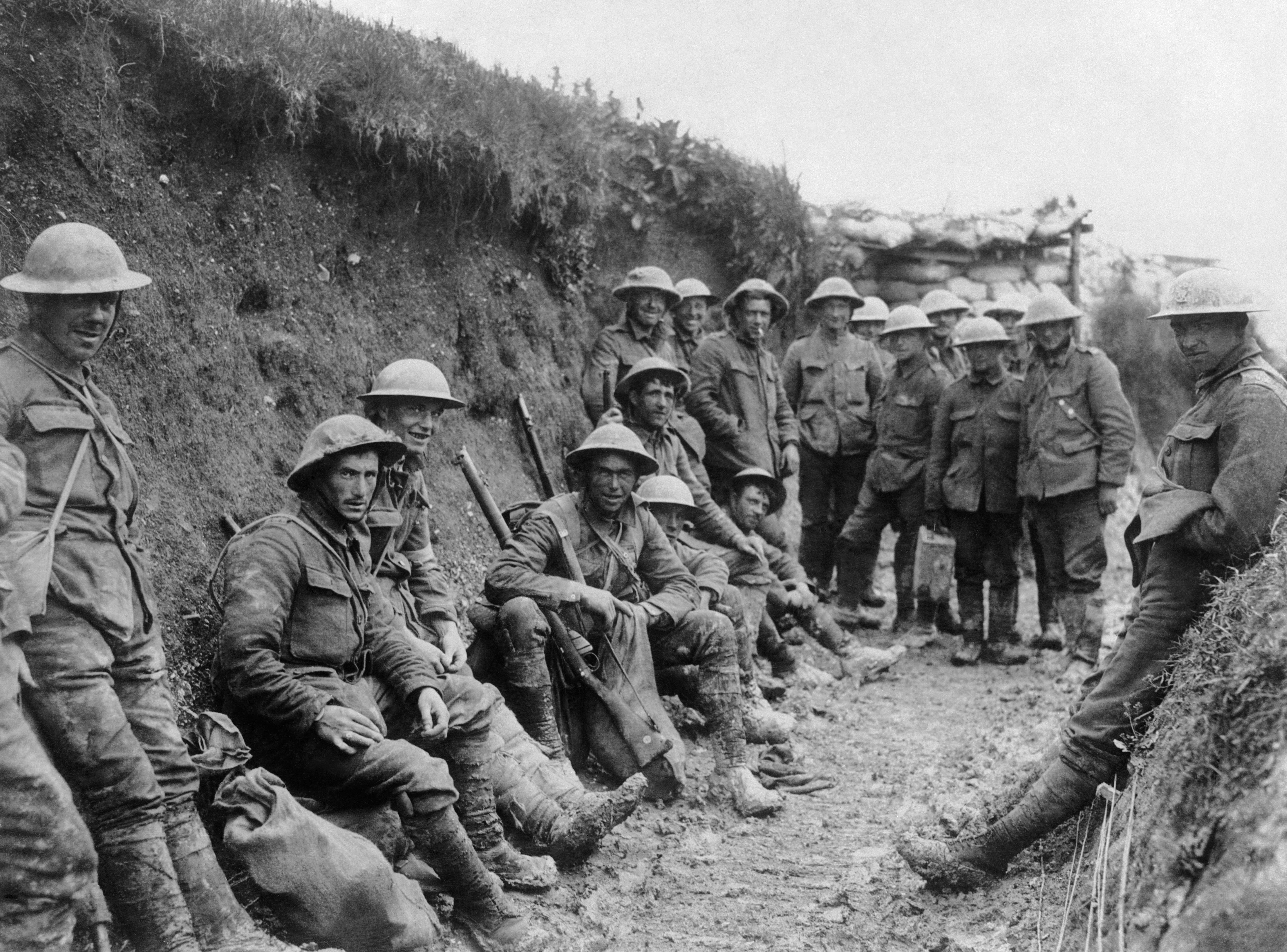
Infanteria dels Fusellers Reials Irlandesos en una trinxera durant la batalla del Somme de la Primera Guerra Mundial.

La infanteria és la part de l'exèrcit que combat a peu.

## Història
Al llarg de la història la infanteria habitualment ha estat la força principal de l'exèrcit. S'organitzava en forma de falange entre els grecs antics i com a legió entre els romans.
Durant la Baixa Edat Mitjana els soldats d'infanteria es coneixien com a alabarders, arquers, etc., segons l'arma en què s'especialitzaven. Al segle xv s'hi incorporen els ballesters, mentre apareixen les primeres armes de foc llargues i lleugeres. Així sorgeixen els arcabussers i, per a protegir-los, els piquers. Ambdós seran substituïts pels mosqueters. A partir del segle xv es comença a usar banyes d'animals per donar senyals.
A partir del segle xvii la infanteria s'estructura en infanteria de línia i infanteria lleugera. La infanteria de línia constitueix el gruix de l'exèrcit i combat en blocs compactes; a més dels fusellers, o soldats d'infanteria ordinaris (que han substituït el mosquet pel fusell), inclou també un cos d'elit, els granaders, al principi caracteritzats per l'ús de granades. La infanteria lleugera s'empra per a atacs amb més mobilitat i es compon de dragons (que es desplacen a cavall però combaten a peu) i de caçadors (tirailleurs, voltigeurs, chasseurs, rifles, rangers, Jäger). i estenen l'ús de la corneta per donar senyals durant les guerres napoleòniques..
Durant el segle xix les innovacions en armes de foc les fan molt més mortíferes i l'artilleria delma la infanteria, que, tot i així, confirma la seva importància. Mentrestant, la distinció entre infanteries lleugera i de línia va dissipant-se
Durant la Primera Guerra Mundial predomina la guerra de posicions als fronts occidental i alpí; però també hi sorgeixen les tropes d'assalt, forces d'elit dedicades a fer cops de mà fulminants. En esclatar la Segona Guerra Mundial la infanteria s'organitza en escamots d'uns deu homes que, a més de l'armament convencional, estan proveïts de fusells metralladors i subfusells. Els alemanys creen el tipus d'infanteria anomenada Panzergrenadier (granaders blindats).
A partir de la Segona Guerra Mundial el soldat d'infanteria incrementa la potència de foc amb l'ús del fusell d'assalt i altres armes avançades. Des d'inicis del segle xx hom parla d'infanteria motoritzada (amb camions) i d'infanteria mecanitzada (amb blindats).

## Equipament
L'equipament utilitzat per la infanteria ha evolucionat conjuntament amb la tecnologia militar en general; tot i això manté elements bàsics constants, com ara les armes personals i l'armadura o elements de protecció de cada soldat. En general podem distingir: l'armament, els elements de protecció (armadura), l'equip de supervivència i l'equipament especial.
La infanteria ha utilitzat tot tipus d'armes personals, qualsevol que pogués portar un sol soldat, així com algunes armes portades i servides per un grup reduït de soldats. A l'antiguitat i fins a l'edat mitjana es van utilitzar armes molt diverses i d'origen antic: tot tipus d'espases, destrals, maces i llances, així com armes a distància com javelines, fones i arc. La infanteria d'aquests períodes també portava diversos tipus d'elements de protecció com escuts o armadures com cuirasses o fetes de cota de malla.
La infanteria moderna utilitza armes de foc com ara fusells (i especialment llur derivació actual, el fusell d'assalt), subfusells, metralladores de posició, diversos tipus de granades, morters, etc. Com a elements de protecció el casc està generalitzat, i molts soldats també porten armilles antibales i altres proteccions.